# Gorrekunta
Gorrekunta es una ciudad censal situada en el distrito de Warangal Rural en el estado de Telangana (India). Su población es de 13159 habitantes (2011). Forma parte del área metropolitana de Warangal.
.

## Demografía
Según el censo de 2011 la población de Gorrekunta era de 13159 habitantes, de los cuales 6593 eran hombres y 6566 eran mujeres. Gorrekunta tiene una tasa media de alfabetización del 75,42%, superior a la media estatal del 67,02%: la alfabetización masculina es del 83,87%, y la alfabetización femenina del 66,96%.